# Intercontinental Rally Challenge 2012
Die Intercontinental Rally Challenge 2012 war die siebte Saison der IRC. Die Saison begann am 23. Februar mit der SATA Rallye Açores und endete am 3. November mit der Cyprus Rally.

## Rennkalender
Der Rennkalender wurde im Vergleich zur Vorsaison umfangreich verändert. Nicht mehr zum Rennkalender gehörten die Rallye Monte Carlo und die Rallye Schottland. Dafür gab es gleich vier neue Veranstaltungen in Nordirland, San Marino, Rumänien und Bulgarien. Die Gesamtanzahl der Veranstaltungen erhöhte sich dadurch von elf auf 13.
Im weiteren Verlauf der Saison wurde bekannt gegeben, dass die Canon Mecsek Rallye in Ungarn durch die Targa Florio auf Sizilien ersetzt wird.
| Nr. | Datum                   | Rallye                                       | Fahrerlager   | Belag            |
| --- | ----------------------- | -------------------------------------------- | ------------- | ---------------- |
| 1   | 23.–25. Februar         | SATA Rallye Açores                           | Ponta Delgada | Schotter         |
| 2   | 16.–17. März            | Rally Islas Canarias El Corte Inglés         | Las Palmas    | Asphalt          |
| 3   | 6.–7. April             | Donnelly Group Circuit of Ireland Rally      | Armagh        | Asphalt          |
| 4   | 11.–12. Mai             | Giru di Corsica - Tour de Corse              | Ajaccio       | Asphalt          |
| 5   | 14.–16. Juni            | Targa Florio-Rally Internazionale Di Sicilia | TBA           | Asphalt          |
| 6   | 21.–23. Juni            | Geko Ypres Rally                             | Ypern         | Asphalt          |
| 7   | 6.–7. Juli              | Rally San Marino                             | San Marino    | Schotter         |
| 8   | 20.–22. Juli            | Sibiu Rally Romania                          | Sibiu         | Schotter         |
| 9   | 31. August–2. September | Barum Czech Rally Zlín                       | Zlín          | Asphalt          |
| 10  | 15.–16. September       | Prime Yalta Rally                            | Jalta         | Asphalt          |
| 11  | 29.–30. September       | Rally Sliven                                 | Sliven        | Asphalt          |
| 12  | 12.–13. Oktober         | Rallye San Remo                              | Sanremo       | Asphalt          |
| 13  | 2.–3. November          | Cyprus Rally                                 | Limassol      | Asphalt/Schotter |

## Ergebnisse
| Rallye                   | Platz | Fahrer              | Fahrzeug              | Gesamtzeit |
| ------------------------ | ----- | ------------------- | --------------------- | ---------- |
| Rallye Açores            | 1     | Andreas Mikkelsen   | Škoda Fabia S2000     | 2:12:43,2  |
| Rallye Açores            | 2     | Juho Hänninen       | Škoda Fabia S2000     | + 25,1     |
| Rallye Açores            | 3     | Bryan Bouffier      | Peugeot 207 S2000     | + 2:04,8   |
|                          |       |                     |                       |            |
| Rally Islas Canarias     | 1     | Jan Kopecký         | Škoda Fabia S2000     | 2:21:46,5  |
| Rally Islas Canarias     | 2     | Andreas Mikkelsen   | Škoda Fabia S2000     | + 28,3     |
| Rally Islas Canarias     | 3     | Luis Monzón Artiles | Peugeot 207 S2000     | + 03:13,6  |
|                          |       |                     |                       |            |
| Circuit of Ireland Rally | 1     | Juho Hänninen       | Škoda Fabia S2000     | 1:58:21,8  |
| Circuit of Ireland Rally | 2     | Andreas Mikkelsen   | Škoda Fabia S2000     | + 44,2     |
| Circuit of Ireland Rally | 3     | Jan Kopecký         | Škoda Fabia S2000     | + 1:39,5   |
|                          |       |                     |                       |            |
| Tour de Corse            | 1     | Dani Sordo          | Mini Countryman       | 3:22:01,6  |
| Tour de Corse            | 2     | Jan Kopecký         | Škoda Fabia S2000     | + 17,9     |
| Tour de Corse            | 3     | Pierre Campana      | Peugeot 207 S2000     | + 32,4     |
|                          |       |                     |                       |            |
| Targa Florio1            | 1     | Jan Kopecký         | Škoda Fabia S2000     | 1:04:59,1  |
| Targa Florio1            | 2     | Andreas Mikkelsen   | Škoda Fabia S2000     | + 0,8      |
| Targa Florio1            | 3     | Giandomenico Basso  | Ford Fiesta S2000     | + 2,5      |
|                          |       |                     |                       |            |
| Ypres Rally              | 1     | Juho Hänninen       | Škoda Fabia S2000     | 2:36:52,7  |
| Ypres Rally              | 2     | Freddy Loix         | Peugeot 207 S2000     | + 46,5     |
| Ypres Rally              | 3     | Pieter Tsjoen       | Škoda Fabia S2000     | + 2:14,6   |
|                          |       |                     |                       |            |
| Rally San Marino         | 1     | Giandomenico Basso  | Ford Fiesta S2000     | 2:35:56,6  |
| Rally San Marino         | 2     | Andreas Mikkelsen   | Škoda Fabia S2000     | + 2,8      |
| Rally San Marino         | 3     | Umberto Scandola    | Škoda Fabia S2000     | + 1:41,6   |
|                          |       |                     |                       |            |
| Sibiu Rally Romania      | 1     | Andreas Mikkelsen   | Škoda Fabia S2000     | 2:15:28,0  |
| Sibiu Rally Romania      | 2     | Patrik Flodin       | Ford Fiesta S2000     | + 5:33,8   |
| Sibiu Rally Romania      | 3     | François Delecour   | Peugeot 207 S2000     | + 11:56,0  |
|                          |       |                     |                       |            |
| Barum Rally Zlín         | 1     | Juho Hänninen       | Škoda Fabia S2000     | 2:11:28,2  |
| Barum Rally Zlín         | 2     | Roman Kresta        | Škoda Fabia S2000     | + 1:43,1   |
| Barum Rally Zlín         | 3     | Tomáš Kostka        | Škoda Fabia S2000     | + 1:51,8   |
|                          |       |                     |                       |            |
| Yalta Rally              | 1     | Yagiz Avci          | Ford Fiesta S2000     | 3:09:58,7  |
| Yalta Rally              | 2     | Robert Consani      | Renault Megane RS     | + 3:12,4   |
| Yalta Rally              | 3     | Laszlo Vizin2       | Škoda Fabia S2000     | + 3:28,4   |
|                          |       |                     |                       |            |
| Rally Sliven             | 1     | Dimitar Iliew       | Škoda Fabia S2000     | 1:48:45,7  |
| Rally Sliven             | 2     | Petar Gyoshev       | Peugeot 207 S2000     | + 11,2     |
| Rally Sliven             | 3     | Krum Donchev3       | Peugeot 207 S2000     | + 2:03,7   |
|                          |       |                     |                       |            |
| Rallye Sanremo           | 1     | Giandomenico Basso  | Ford Fiesta S2000     | 2:19:03,6  |
| Rallye Sanremo           | 2     | Jan Kopecký         | Škoda Fabia S2000     | + 35,7     |
| Rallye Sanremo           | 3     | Alessandro Perico   | Peugeot 207 S2000     | + 2:13,7   |
|                          |       |                     |                       |            |
| Cyprus Rally             | 1     | Nasser Al-Attiyah   | Ford Fiesta RRC       | 3:16:25,2  |
| Cyprus Rally             | 2     | Andreas Mikkelsen   | Škoda Fabia S2000     | + 3:35,3   |
| Cyprus Rally             | 3     | Toshi Arai          | Subaru Impreza TMR R4 | + 10:07,1  |

1 Die Targa Florio-Rally Internazionale Di Sicilia wurde nach der achten von elf Wertungsprüfungen abgebrochen, nachdem Gareth Roberts, der Beifahrer von Craig Breen, bei einem schweren Unfall ums Leben gekommen war. 

2 Laszlo Vizin belegte bei der Prime Yalta Rally den dritten Platz, erhielt dafür jedoch keine Punkte.

3 Igtnat Isaev belegte bei der Rally Sliven den dritten Platz, wurde jedoch nicht für die Gesamtwertung in der IRC gewertet. Die Punkte für den dritten Platz gingen deshalb an Krum Donchev

## Gesamtwertung
Die Punktevergabe an die erstplatzierten zehn Fahrer erfolgte nach dem offiziellen FIA-Standard.
| Punktewertung | Punktewertung | Punktewertung | Punktewertung | Punktewertung | Punktewertung | Punktewertung | Punktewertung | Punktewertung | Punktewertung | Punktewertung |
| ------------- | ------------- | ------------- | ------------- | ------------- | ------------- | ------------- | ------------- | ------------- | ------------- | ------------- |
| Platz         | 1             | 2             | 3             | 4             | 5             | 6             | 7             | 8             | 9             | 10            |
| Punkte        | 25            | 18            | 15            | 12            | 10            | 8             | 6             | 4             | 2             | 1             |

### Fahrerwertung
In die Fahrerwertung flossen nur die besten acht Einzelergebnisse jedes Fahrers ein.
Beim letzten Saisonlauf, der Rallye Zypern, wurden doppelte Punkte vergeben.
| Pos. | Fahrer              | Total |
| ---- | ------------------- | ----- |
| 1.   | Andreas Mikkelsen   | 168   |
| 2.   | Jan Kopecký         | 101   |
| 3.   | Juho Hänninen       | 93    |
| 4.   | Sepp Wiegand        | 73    |
| 5.   | Giandomenico Basso  | 65    |
| 6.   | Nasser Al-Attiyah   | 50    |
| 7.   | Yagiz Avci          | 35    |
| 8.   | Jarkko Nikara       | 34    |
| 9.   | Robert Consani      | 32    |
| 10.  | Toshi Arai          | 30    |
| 11.  | Patrik Flodin       | 28    |
| 12.  | Bryan Bouffier      | 27    |
| 12.  | Umberto Scandola    | 27    |
| 14.  | Craig Breen         | 26    |
| 15.  | Dimitar Iliew       | 25    |
| 15.  | Dani Sordo          | 25    |
| 17.  | Paolo Andreucci     | 20    |
| 18.  | Pierre Campana      | 19    |
| 18.  | Alessandro Perico   | 19    |
| 20.  | Robert Barrable     | 18    |
| 20.  | Petar Gyoshev       | 18    |
| 20.  | Roman Kresta        | 18    |
| 20.  | Freddy Loix         | 18    |
| 24.  | Savvas Savva        | 16    |
| 24.  | Mario Tempestini    | 16    |
| 26.  | François Delecour   | 15    |
| 26.  | Krum Donchev        | 15    |
| 26.  | Tomáš Kostka        | 15    |
| 26.  | Luis Monzón Artiles | 15    |
| 26.  | Pieter Tsjoen       | 15    |

| Pos. | Fahrer               | Total |
| ---- | -------------------- | ----- |
| 31.  | Murat Bostanci       | 14    |
| 31.  | Michał Sołowow       | 14    |
| 33.  | Stefano Albertini    | 12    |
| 33.  | Mathieu Arzeno       | 12    |
| 33.  | Mykola Chymykh       | 12    |
| 33.  | Hermann Gassner Jr.  | 12    |
| 33.  | Armin Kremer         | 12    |
| 33.  | Vitaliy Pushkar      | 12    |
| 33.  | Todor Slavov         | 12    |
| 33.  | Jaromír Tarabus      | 12    |
| 41.  | Andreas Aigner       | 10    |
| 41.  | Edwin Keleti         | 10    |
| 41.  | Jonathan Perez       | 10    |
| 44.  | Matteo Gamba         | 8     |
| 44.  | Martin Kangur        | 8     |
| 44.  | Karl Kruuda          | 8     |
| 44.  | Angel Marrero        | 8     |
| 44.  | Ricardo Moura        | 8     |
| 44.  | Gergely Szabo        | 8     |
| 44.  | Mathias Viaene       | 8     |
| 44.  | Laszlo Vizin         | 8     |
| 52.  | Marco Cavigioli      | 6     |
| 52.  | Jonas Langenakens    | 6     |
| 52.  | Jean-Marc Manzangol  | 6     |
| 52.  | Valentin Porcisteanu | 6     |
| 52.  | János Puskádi        | 6     |
| 52.  | Oleksandr Saljuk jr. | 6     |

| Pos. | Fahrer               | Total |
| ---- | -------------------- | ----- |
| 58.  | Rashid Al-Ketbi      | 4     |
| 58.  | Stavros Antoniou     | 4     |
| 58.  | Miklos Bujdos        | 4     |
| 58.  | Garry Jennings       | 4     |
| 58.  | Gabriele Noberasco   | 4     |
| 58.  | Oleksiy Panov        | 4     |
| 58.  | Sérgio Silva         | 4     |
| 58.  | Asja Zupanc          | 4     |
| 66.  | Stoyan Apostolov     | 2     |
| 66.  | Stanislav Besedin    | 2     |
| 66.  | German Hernandez     | 2     |
| 66.  | Donagh Kelly         | 2     |
| 66.  | Bogdan Marisca       | 2     |
| 66.  | Massimiliano Rendina | 2     |
| 66.  | Ruben Rodrigues      | 2     |
| 66.  | Antonin Tlustak      | 2     |
| 74.  | Bugra Banaz          | 1     |
| 74.  | Miguel Barbosa       | 1     |
| 74.  | Bob Colsoul          | 1     |
| 74.  | Paolo Diana          | 1     |
| 74.  | Alexandru Filip      | 1     |
| 74.  | Federico Gasperetti  | 1     |
| 74.  | Eytan Halfon         | 1     |
| 74.  | Jean-Mathieu Leandri | 1     |
| 74.  | Sam Moffett          | 1     |